# Liste neuseeländischer Jagdflieger im Zweiten Weltkrieg
In der Liste neuseeländischer Jagdflieger im Zweiten Weltkrieg sind neuseeländische Jagdpiloten aufgeführt, die im von 1939 bis 1945 dauernden Zweiten Weltkrieg bei der Royal Air Force und Royal New Zealand Air Force (RNZAF) mindestens zehn Abschüsse erzielt hatten.

## Übersicht
Die Tabelle enthält die neuseeländische Flieger ab zehn bestätigte Abschüssen mit
- Name
- Dienstgrad
- Zahl der bestätigten Luftsiege
- Auszeichnungen
- Einheit
- Todesdatum (†)

Anmerkung: Die Liste ist sortierbar: Durch Anklicken eines Spaltenkopfes wird die Liste nach dieser Spalte sortiert, zweimaliges Anklicken kehrt die Sortierung um.
| Name                             | Bild | Rang              | L    | Auszeichn.  | Einheit/Squadron No. | †          |
| -------------------------------- | ---- | ----------------- | ---- | ----------- | -------------------- | ---------- |
| Colin Falkland Gray              |      | Group Captain     | 27   | DSO, DFC    | 616 Sq               | 1.08.1995  |
| Alan Christopher Deere           |      | Wing Commander    | 22,5 | DSO,DFC,CdG | 611 Sq               | 12.09.1995 |
| Bill Crawford-Compton            |      | Air vice-marshal  | 21,5 | DSO,DFC,OtB | 64 Sq                | 2.01.1988  |
| Raymond Hesselyn                 |      | Squadron Leader   | 21   | DFC         | 41 Sq                | 14.11.1963 |
| Evan Mackie                      |      | Wing Commander    | 21   | DSO,DFC     | 243 Sq               | 28.04.1986 |
| Edgar James Kain Carbury         |      | Flying officer    | 15   | RFC         | Einheit              | 7.06.1940  |
| John Milne Checketts             |      | Wing Commander    | 14   | DSO,DFC     | 485 RNZAF            | 21.04.2006 |
| John Donald Rae                  |      | Flight Lieutenant | 13   | DFC         | 485 Sq               | 19.12.2007 |
| Edward Preston Wells             |      | Group Captain     | 13   | DFC         | 485 Sq               | 4.11.2005  |
| Wilfrid Greville Clouston        |      | Wing Commander    | 12   | DFC         | 488 Sq               | 24.05.1980 |
| Warren Edward Schrader           |      | Wing Commander    | 12   | DFC         | 616 Sq               | 6.02.2009  |
| Victor Bosanquet Strachan Verity |      | Squadron Leader   | 11   | DFC         | 615 Sq               | 2.02.1979  |
| Geoffrey Fisken                  |      | Flying officer    | 11   | DFC         | 14 RNZAF             | 12.06.2011 |
| John Albert Gibson               |      | Squadron Leader   | 11   | DSO,DFC     | 15 RNZAF             | 1.07.2000  |
| George Edmond Jameson            |      | Flight Lieutenant | 11   | DSO,DFC     | 488 Sq               | 21.05.1988 |
| Derrick Fitzgerald Westenra      |      | Squadron Leader   | 11   | DFC         | 112 Sq               | 17.08.1999 |
| Gray Stenborg                    |      | Flight Lieutenant | 10   | DFC         | 91 Sq                | 24.09.1943 |
| Patrick Jameson                  |      | Air Commodore     | 10   | DSO,DFC     | 266 Sq               | 1.10.1996  |
| Ernest Leslie Joyce              |      | Squadron Leader   | 10   | DFC         | 122 Sq               | 17.06.1944 |
| Irving Stanley Smith             |      | Wing Commander    | 10   | DFC         | 487 Sq               | 16.02.2000 |